# Steven Berghuis
Steven Berghuis (født d. 19. december 1991) er en hollandsk professionel fodboldspiller, som spiller for Eredivisie-klubben Ajax og Hollands landshold.

## Klubkarriere

### Twente
Berghuis begyndte sin karriere hos FC Twente, hvor han gjorde sin professionelle debut i 2011. Han blev i januar 2012 udlejet til VVV-Venlo.

### AZ
Berghuis skiftede i juni 2012 til AZ Alkmaar på en fast aftale. Han spillede i sin debutsæson hovedsageligt som rotationsspiller, da AZ vandt KNVB Cuppen.

### Watford
Berghuis skiftede i juli 2015 til Watford efter at klubben havde sikret oprykning til Premier League. Det lykkedes ham dog aldrig at etablere sig på Watford holdet, og så sin spilletid begrænset i sin ene Premier League sæson.

### Feyenoord
Berghuis blev i august 2016 udlejet til Feyenoord. Berghuis imponerede på lån, da han var med til at Feyenoord vandt Eredivise titlen for første gang i i 18 år og aftalen blev gjort permanent i juli 2017. Berghuis var i 2019-20 sæson ligaens topscorer, delt med Cyriel Dessers, som begge havde scoret 15 sæsonmål.

### Ajax
Berghuis skiftede i juli 2021 til Ajax, i hvad var et overraskende og meget kontroversielt skifte, da de to klubber har en stor rivalisering. Skiftet ledte til flere Feyenoord fans brændte deres trøjer med Berghuis på, og at han modtag flere trusler fra fans.

## Landsholdskarriere

### Ungdomslandshold
Berghuis har repræsenteret Holland på flere ungdomsniveauer.

### Seniorlandshold
Berghuis debuterede for Hollands landshold den 27. maj 2016.
Han var del af Hollands trup til EM 2020 og VM 2022.

## Titler
Twente
- Johan Cruijff Schaal: 2 (2010, 2011)

AZ
- KNVB Cup: 2012–13

Feyenoord
- Eredivisie: 1 (2016–17)
- KNVB Cup: 1 (2017–18)
- Johan Cruijff Schaal: 2 (2017, 2018)

Individuelle
- Eredivisie Årets hold: 1 (2017–18)
- Eredivisie topscorer: 1 (2019–20 (delt med Cyriel Dessers))